# Gloria Saccani Jotti
Pour les articles homonymes, voir Saccani.
Gloria Saccani Jotti, née le 24 octobre 1956 à Reggio d'Émilie (Italie), est une femme politique italienne.

## Biographie
Gloria Saccani Jotti naît le 24 octobre 1956 à Reggio d'Émilie. Elle est spécialisée en anatomie pathologique et enseigne la pathologie clinique à l’université de Parme.
Elle est élue députée Forza Italia dans la circonscription Lombardie 1 lors des élections générales de 2018,.
Lors des élections législatives de 2022, elle a été élue dans la circonscription uninominale Emilie-Romagne - 10 (Forlì) pour le centre-droit (dans le quota FI) avec 40,37% des voix (égal à 82 285 votes), dépassant Massimo Bulbi du centre-gauche (34,47%) et Paolo Pasini du Mouvement 5 étoiles (9,26%).